# Петкович, Мария
Мария Петкович (хорв. Marija Petković, 10 декабря 1892, Блато (Корчула), Дубровачко-Неретванска — 9 июля 1966, Рим), в монашестве — Мария Распятого Иисуса (хорв. Marija od Propetog Isusa) — блаженная Римско-католической церкви, основательница женской католической конгрегации «Дочери Милосердия».

## Биография
Родилась в многодетной семье Антуна Петкович-Ковача и Марии Маринович. После окончания начальной школы, поступила в школу, основанную католической конгрегацией «Слуги Милосердия», где обучалась домоводству. В 1906 году обратилась к епископу Иосифу Марцеличу с просьбой разрешить ей поступить в женский монастырь.
21 ноября 1906 года приняла личный обет безбрачия. С 1909 по 1919 год была настоятельницей конгрегации «Дочери Марии», в это же время заботилась о своей семье, которая нуждалась в её помощи. В 1915 году основала движение «Общество католических матерей», а также принимала активное участие в деятельности третьего ордена францисканцев, заботясь о бедных, проживающих в Блато. 25 марта 1919 года вместе с Марией Телента поступила в монастырь конгрегации «Слуги Милосердия» и основывает в Блато приют.
20 августа 1920 года на основе Конституции третьего францисканского ордена она написала первый устав конгрегации «Дочери Милосердия», в котором сформулировала задачи этого движения. Устав этой конгрегации был утверждён епископом Иосифом 4 октября 1920 года. Мария Петкович в этот же день взяла себе новое монашеское имя Мария Распятого Иисуса и была назначена генеральной настоятельницей новой женской монашеской конгрегации.
В 1923 году открыла многочисленные сиротские приюты в Хорватии, Сербии и Македонии. С 1920 по 1950 годы исполняла обязанности генеральной настоятельницы; в то же время путешествовала по Хорватии, Латинской Америке, Италии, открывая новые монастыри. С 1940 по 1952 годах жила в Аргентине.
В 1952 году переехала в Рим. В 1954 году перенесла инсульт, который надолго лишил её возможности исполнять свои обязанности в полной мере. В 1961 году передала своё место настоятельнице другой сестре. Умерла в 1966 году и была похоронена на римском кладбище Верано. В 1969 году её останки были перенесены в часовню при главном доме конгрегации «Дочери Марии», где они оставались до 1998 года, после чего были перевезены в её родной город Блато и теперь хранятся в церкви Христа-Царя.

## Почитание
8 мая 1998 года папа Иоанн Павел II во время совершения святой мессы в Дубровнике подтвердил героические добродетели Марии Петкович и провозгласил её блаженной.
День памяти — 9 июля.